# کنتارو کانه‌ساکی
کنتارو کانه‌ساکی (انگلیسی: Kentarou Kanesaki؛ زادهٔ ۲ ژوئن ۱۹۸۴) بازیگر، مدل (شخص) اهل ژاپن است.